# 晋中地区
晋中地区，山西省已撤消的地区。

## 概述
1967年由晋中专区改置。在今山西省中部。辖榆次、太谷、介休、平遥、和顺、汾阳、临县、离石、昔阳、盂县、寿阳、中阳、文水、交城、榆社、左权、平定、祁县、灵石、孝义等县。行政公署驻榆次县（今晋中市榆次区）。1971年复设榆次市；孝义、文水、交城、汾阳、离石、中阳、临县七县划归吕梁地区。1983年平定、盂县划归阳泉市；榆次县撤销，并入榆次市。1999年榆次市升地级市，并改名晋中市；同时撤销晋中地区，辖县划归晋中市。